# Korji, Romnî
Korji (în ucraineană Коржі) este localitatea de reședință a comunei Korji din raionul Romnî, regiunea Sumî, Ucraina.

## Demografie
Componența lingvistică a localității Korji
     Ucraineană (97,47%)
     Rusă (2,41%)
     Alte limbi (0,12%)
Conform recensământului din 2001, majoritatea populației localității Korji era vorbitoare de ucraineană (97,47%), existând în minoritate și vorbitori de rusă (2,41%).